# 독일 해양박물관

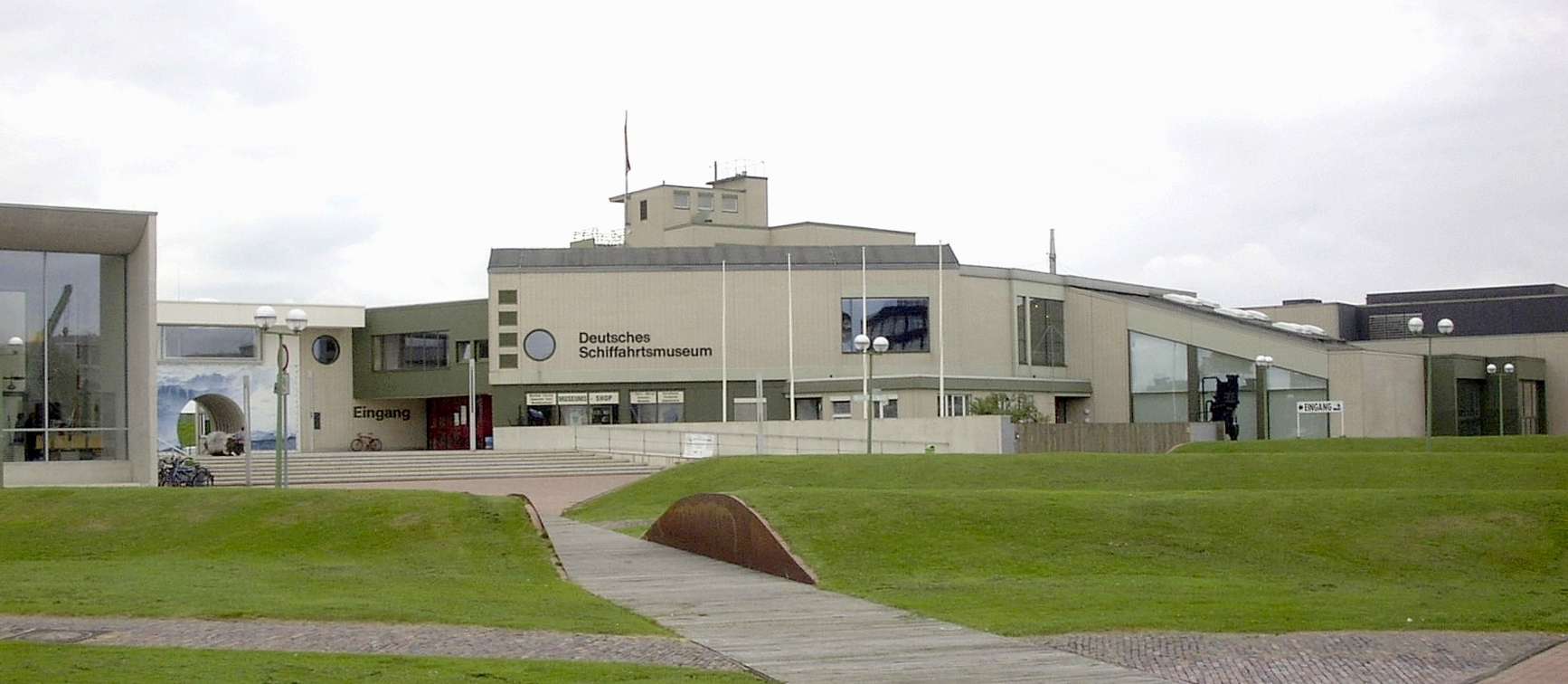
독일 해양박물관

독일 해양박물관(Deutsches Schiffahrtsmuseum)은 독일 브레머하펜에 위치한 해양박물관이다.